# Lucina da Costa Gomez-Matheeuws
Lucina Elena da Costa Gomez-Matheeuws (Curaçao, 5 april 1929 – 7 januari 2017) was een Antilliaans politica voor de Nationale Volkspartij (NVP). Zij was in 1977 korte tijd premier van de Nederlandse Antillen en de eerste vrouw in het Koninkrijk der Nederlanden die deze functie bekleedde.

## Biografie
Lucina da Costa Gomez-Mattheeuws haalde haar Mulo-diploma en trad in dienst bij de KNSM vestiging te Curaçao. In 1948 ging zij in overheidsdienst bij de Griffie van het Hof van Justitie. In 1951 en van 1952-1954 was zij secretaresse van de voorzitter van het College van Algemeen Bestuur en van de Regeringsraad. In 1954 bezocht zij Suriname en Nederland als secretaresse van de Voorzitter van de RTC-conferentie. Na 1955 trad zij in dienst van het eilandgebied Curaçao eerst als woninginspectrice en later als sociaal werkster.
Sinds de oprichting van de NVP is Lucina da Costa Gomez betrokken bij de partij. Ze werd vice-voorzitter van de partij van 1971 tot 1976. In 1960 huwde Lucina da Costa Gomez met Moises Frumencio da Costa Gomez, die van 1951 tot 1954 premier van de Nederlandse Antillen was. Na diens overlijden in 1966 trad zij weer in dienst van het eilandgebied bij de afdeling onderwijs en wetenschappen. In 1969 werd zij gekozen tot lid van de Staten van de Nederlandse Antillen en was van 1970 tot 1977 Minister van volksgezondheid, milieu, sociale zaken, jeugd, sport en cultuur. Als minister stond zij aan de wieg van een nieuwe huwelijkswet, die vrouwen het recht gaf om zelfstandig in de maatschappij te functioneren. De rotonde bij het Renaissance Mall kreeg in 2015 haar naam.
Moises Frumencio da Costa Gomez · 
Efraïn Jonckheer · 
Ciro Kroon ·
Gerald Sprockel ·
Ernesto Petronia ·
Ronchi Isa ·
Otto Beaujon · 
Juancho Evertsz · 
Lucina da Costa Gomez-Matheeuws ·
Boy Rozendal ·
Miguel Pourier · 
Don Martina ·
Maria Liberia-Peters · 
Suzy Camelia-Römer ·
Alejandro Felippe Paula · 
Etienne Ys ·
Ben Komproe ·
Mirna Louisa-Godett ·
Emily de Jongh-Elhage